# Alleati della prima guerra mondiale
     Potenze Alleate e colonie
     Imperi centrali e colonie
     Paesi neutrali
     Triplice alleanza
     Triplice intesa
     Paesi amici della Russia

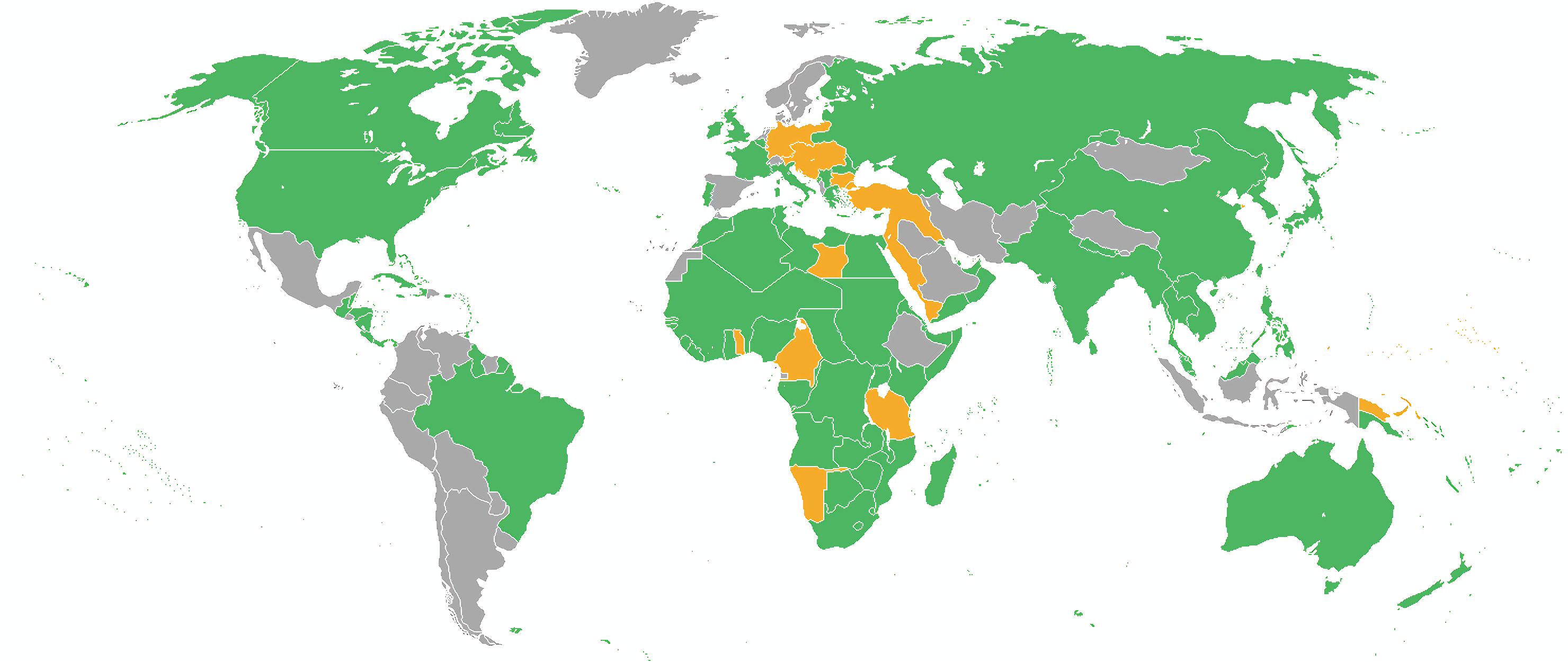
Mappa del globo raffigurante i Paesi belligeranti durante la prima guerra mondiale:
Potenze Alleate e colonie
Imperi centrali e colonie
Paesi neutrali

La situazione europea nel 1914:
Triplice alleanza
Triplice intesa
Paesi amici della Russia

Gli Alleati della prima guerra mondiale furono quei Paesi che, aggiungendosi alle potenze della Triplice intesa (Impero britannico, Francia e Impero russo), formarono durante il primo conflitto mondiale una coalizione contro gli Imperi centrali (Impero tedesco, Impero austro-ungarico ed Impero ottomano); in particolare, alle potenze dell'Intesa si aggiunsero l'Impero giapponese nel 1914, il Regno d'Italia nel 1915 e gli Stati Uniti d'America nel 1917, mentre alla fine del 1917 la Russia, stremata dalla guerra e caduta preda della Rivoluzione d'ottobre, abbandonava l'alleanza.

## La nascita dell'alleanza
Gli accordi bilaterali tra Francia, Regno Unito e Russia del 1907 non avevano dato vita ad una coalizione formale, com'era la Triplice Alleanza; infatti, la Gran Bretagna restava slegata da qualsiasi accordo che prevedesse il suo ingresso in un conflitto sul continente. L'assenza di un'alleanza formale che vincolasse anche il Regno Unito può essere annoverata tra le cause della prima guerra mondiale.
Allo scoppio della prima guerra mondiale, nel 1914, l'Italia rimase neutrale in accordo a quanto previsto dalla Triplice Alleanza, che aveva natura difensiva, mentre lo scoppio del conflitto era da attribuirsi all'aggressione austriaca contro la Serbia.
L'Italia decide poi con il Patto di Londra di unirsi ai Paesi della Triplice intesa (Francia, Regno Unito e Russia) e di entrare in guerra il 24 maggio 1915.
In seguito alla crisi interna della Russia si crearono i presupposti che conducono nell'ottobre 1917 alla Rivoluzione bolscevica, ed alla conseguente disgregazione dell'impero zarista.

Il nuovo governo firma la pace di Brest-Litovsk e quindi decreta l'uscita dall'Intesa della Russia comunista.
Intanto proprio dal 1917 l'appoggio dell'alleato giapponese e americano si fa più marcato a causa delle pressioni di Francia e Gran Bretagna.
Gli U-Boot, sono messi in campo dalla Germania a causa del fatto che la potente flotta britannica costringe le navi da guerra tedesche a una sostanziale inattività. Essi producono molte perdite di naviglio agli alleati. I tedeschi tentano in particolare di bloccare il transito attraverso l'Oceano Atlantico di rifornimenti provenienti dagli Stati Uniti e diretti principalmente - ma non solo - alla Gran Bretagna. Il Giappone che, dal canto suo, è in guerra contro le potenze centrali già dal 23 agosto 1914, dà un contributo rilevante con la sua flotta nel Mediterraneo solo nell'ultimo periodo del conflitto.
D'altra parte fu fondamentale il contributo degli Stati Uniti che con aiuti economici e l'invio di truppe diedero un sostegno importante alle nazioni europee. Gli USA dichiararono quindi guerra alla Germania il 6 aprile 1917, contribuendo, soprattutto nel 1918, alle offensive finali contro le Potenze centrali. La Russia invece, impegnata prima con la Rivoluzione di febbraio 1917 e poi in quella d'ottobre, nel marzo 1918 conclude una pace separata.
Così alla fine del 1918 gli Stati che si trovarono a far parte dell'Intesa furono 5:
- Francia
- Regno Unito
- Italia
- Stati Uniti
- Giappone

## Dichiarazioni di guerra
Ma oltre alle potenze principali fin qui nominate, alla fine del conflitto furono 23 gli stati impegnati nell'Intesa, che anche se ebbero in buona parte un ruolo marginale, evidenziano la disparità di forze che via via si andò a delineare.
Il 28 luglio 1914 l'Austria-Ungheria dichiara guerra alla Serbia, scoppia ufficialmente la prima guerra mondiale e, in successione, il gioco delle alleanze porta a dichiarazioni di guerra a catena. La Russia il 30 luglio dà ordine di mobilitare completamente l'esercito, la Germania allora dichiara guerra alla Russia il 1º agosto e alla Francia il 3 agosto, e così via.
Qui in successione le date dell'entrata in guerra dei vari Paesi dell'Intesa:

### Dopo l'assassinio di Francesco Ferdinando
- Serbia: 28 luglio 1914
- Impero russo: 1º agosto 1914 (pace separata il 3 marzo 1918)
- Francia: 3 agosto 1914
- Belgio: 4 agosto 1914
- Impero britannico: 4 agosto 1914
- Montenegro: 8 agosto 1914
- Giappone: 23 agosto 1914

### Dopo la prima battaglia della Marna
- Regno d'Italia: 24 maggio 1915
- Emirato del Najd e di al-Ahsa': 27 dicembre 1915
- Portogallo: 9 marzo 1916
- Regno di Romania: 27 agosto 1916 (pace separata il 7 maggio 1918 e di nuovo in guerra il 10 novembre 1918)

### Dopo la caduta dell'Impero russo
- Stati Uniti: 6 aprile 1917
- Regno di Grecia: 2 luglio 1917
- Siam: 22 luglio 1917
- Brasile: 26 ottobre 1917

### Altri alleati
Altri paesi hanno dichiarato guerra agli Imperi centrali anche se non furono mai coinvolti militarmente:
- Andorra: 3 agosto 1914
- Cuba: 8 aprile 1917
- Panama: 9 aprile 1917
- Liberia: 4 agosto 1917
- Cina: 14 agosto 1917 (vedi Cina nella prima guerra mondiale)
- Guatemala: 25 aprile 1918
- Nicaragua: 7 maggio 1918
- Costa Rica: 25 maggio 1918
- Honduras: 19 luglio 1918
- Haiti: 25 luglio 1918

### Nazioni neutrali che diedero supporto umanitario agli Alleati
- San Marino

### Nazioni insorgenti
Quattro nazionalità insorgenti, formate da volontari, hanno combattuto gli Imperi centrali durante le ultime fasi del conflitto, quando ormai gli imperi in disfacimento permisero l'insurrezione dei movimenti indipendentisti.
- Polonia
- Legione Cecoslovacca
- Regno hascemita dell'Hegiaz
- Prima Repubblica di Armenia

## Mobilitati e perdite

Grafico raffigurante la percentuale dei militari morti durante il conflitto

Questa tabella è una stima del personale militare mobilitato, incluso l'esercito, la marina e l'aviazione, nel periodo 1914 - 1918. Le cifre delle perdite inoltre includono morti in combattimento, i feriti, i morti a causa delle ferite oltre che i morti a causa di malattie, delle condizioni meteorologiche, caduti in preda alla depressione, all'apatia ecc..
| Potenze Alleate | Uomini mobilitati | Morti     | Feriti     | Perdite totali | Perdite in % ai mobilitati |
| --------------- | ----------------- | --------- | ---------- | -------------- | -------------------------- |
| Australia       | 412 953           | 61 928    | 152 171    | 214 099        | 52%                        |
| Belgio          | 267 000           | 38 172    | 44 686     | 82 858         | 31%                        |
| Canada          | 628 964           | 64 944    | 149 732    | 214 676        | 34%                        |
| Francia         | 8 410 000         | 1 397 800 | 4 266 000  | 5 663 800      | 67%                        |
| Grecia          | 230 000           | 26 000    | 21 000     | 47 000         | 20%                        |
| India           | 1 440 437         | 74 187.   | 69 214     | 143 401        | 10%                        |
| Italia          | 5 615 000         | 651 010   | 953 886    | 1 604 896      | 29%                        |
| Giappone        | 800 000           | 415       | 907        | 1 322          | <1%                        |
| Montenegro      | 50 000            | 3 000     | 10 000     | 13 000         | 26%                        |
| Nepal           | 200 000           | 30 000    | ?          | ?              | ?                          |
| Nuova Zelanda   | 128 525           | 18 050    | 41 317     | 59 367         | 46%                        |
| Portogallo      | 100 000           | 7 222     | 13 751     | 20 973         | 21%                        |
| Romania         | 750 000           | 250 000   | 120 000    | 370 000        | 49%                        |
| Russia          | 12 500 000        | 1 811 000 | 4 950 000  | 6 761 000      | 56%                        |
| Serbia          | 707 343           | 275 000>  | 133 148    | 408 148        | 58%                        |
| Sudafrica       | 136 070           | 9 463     | 12 029     | 21 492         | 16%                        |
| Regno Unito     | 6 211 922         | 886 342   | 1 665 749  | 2 552 091      | 41%                        |
| Stati Uniti     | 4 355 000         | 116 708   | 205 690    | 322 398        | 7%                         |
| Totale          | 42 243 214        | 5 691 241 | 12 809 280 | 18 500 521     | 44%                        |

## Capi e comandanti

### Belgio
Capi di Stato
- Alberto I - Re del Belgio, comandante in capo dell'esercito (1909 - 1934)

Capi di governo
- Charles de Broqueville - primo ministro del Belgio (1911 - 1918)
- Gérard Cooreman - primo ministro del Belgio (1918)

Capi politici
- Charles de Broqueville - ministro della guerra (1912 - 1916)
- Emile Vandervelde - ministro della guerra (1916 - 1917)
- Armand De Ceuninck - ministro della guerra (1917 - 1918)
- Paul Emile Janson - ministro della guerra (1918 - 1919)

Capi militari
- Antonin de Selliers de Moranville - capo di stato maggiore dell'esercito (1914)
- Félix Wielemans - capo di stato maggiore dell'esercito (1914 - 1917)
- Louis Ruquoy - capo di stato maggiore dell'esercito (1917 - 1918)
- Cyriaque Gillain - capo di stato maggiore dell'esercito (1918 - 1920)

### Brasile
Capi di Stato e di governo
- Venceslau Brás - presidente del Brasile (1914-1918)

Capi politici
- Alexandrino Faria de Alencar - ministro della Marina

Capi militari
- Pedro Max Fernando Frontin - capo della Divisão Naval em Operacões de Guerra

### Francia
Capi di Stato
- Raymond Poincaré - presidente della Repubblica francese (1913 - 1920)

Capi di governo
- René Viviani - presidente del Consiglio dei ministri (1914 - 1915)
- Aristide Briand - presidente del Consiglio dei ministri (1915 - 1917)
- Alexandre Ribot - presidente del Consiglio dei ministri (1917)
- Paul Painlevé - presidente del Consiglio dei ministri (1917)
- Georges Clemenceau - presidente del Consiglio dei ministri (1917 - 1919)

Capi politici
- Adolphe Messimy - ministro della guerra (1914)
- Alexandre Millerand - ministro della guerra (1914 - 1915)
- Joseph Gallieni - ministro della guerra (1915 - 1916)
- Pierre Roques - ministro della guerra (1916)
- Hubert Lyautey - ministro della guerra (1916 - 1917)
- Lucien Lacaze - ministro della guerra (1917)
- Paul Painlevé - ministro della guerra (1917)
- Georges Clemenceau - ministro della guerra (1917 - 1920)
- Victor Augagneur - ministro della marina (1914 - 1915)
- Lucien Lacaze - ministro della marina (1915 - 1917)
- Charles Chaumet - ministro della marina (1917)
- Georges Leygues - ministro della marina (1917 - 1920)

Capi militari
- Joseph Joffre - comandante Supremo dell'esercito (1914 - 1916)
- Robert Nivelle - comandante Supremo dell'esercito (1916 - 1917)
- Philippe Pétain - comandante Supremo dell'esercito (1917 - 1918)
- Ferdinand Foch - comandante Supremo dell'esercito, comandante Supremo Alleato (1918)
- Louis Pivet - capo di stato maggiore della marina (1914)
- Charles Aubert - capo di stato maggiore della marina (1914 - 1915)
- Eugène de Jonquières - capo di stato maggiore della marina (1915 - 1916)
- Ferdinand De Bon - capo di stato maggiore della marina (1916 - 1919)
- Milan Rastislav Štefánik - comandante della Legione cecoslovacca (1916 - 1918)

### Giappone
Capi di Stato
- Yoshihito - imperatore del Giappone (1912 - 1926)

Capi di governo
- Shigenobu Okuma - primo ministro del Giappone (1914 - 1916)
- Masatake Terauchi - primo ministro del Giappone (1916 - 1918)
- Takashi Hara - primo ministro del Giappone (1918 - 1921)

Capi politici
- Oka Ichinosuke - ministro della guerra (1914 - 1916)
- Ōshima Ken'ichi - ministro della guerra (1916 - 1918)
- Tanaka Giichi - ministro della guerra (1918 - 1921)
- Yashiro Rokurō - ministro della marina (1914 - 1915)
- Katō Tomosaburō - ministro della marina (1915 - 1923)

Capi militari
- Hasegawa Yoshimichi - capo di stato maggiore dell'esercito (1912 - 1915)
- Uehara Yusaku - capo di stato maggiore dell'esercito (1915 - 1923)
- Shimamura Hayao - capo di stato maggiore della marina (1914 - 1920)

### Impero britannico
Capi di Stato
- Giorgio V - Re del Regno Unito di Gran Bretagna e Irlanda, imperatore d'India (1910 - 1936)

Capi di governo
- Herbert Henry Asquith – primo ministro del Regno Unito (1908 - 1916)
- David Lloyd George – primo ministro del Regno Unito (1916 - 1920)

Capi politici
- Horatio Herbert Kitchener - segretario di Stato per la guerra (1914 - 1916)
- David Lloyd George - segretario di Stato per la guerra (1914 - 1918)
- Alfred Milner, I visconte Milner - segretario di Stato per la guerra (1918 - 1919)
- Winston Churchill – primo Lord dell'Ammiragliato (1911 – 1915)
- Arthur James Balfour - primo Lord dell'Ammiragliato (1915 - 1916)
- Edward Carson - primo Lord dell'Ammiragliato (1916 - 1917)
- Eric Campbell Geddes - primo Lord dell'Ammiragliato (1917 - 1919)

Capi militari
- Charles W. H. Douglas - capo di stato maggiore dell'esercito (Chief of the Imperial General Staff) (1914)
- James Wolfe-Murray - capo di stato maggiore dell'esercito (1914 - 1915)
- Archibald Murray - capo di stato maggiore dell'esercito (1915)
- William Robertson - capo di stato maggiore dell'esercito (1915 - 1918)
- John French - capo di stato maggiore del BEF (1914 - 1915)
- Douglas Haig - capo di stato maggiore del BEF (1915 - 1918)
- John Fisher - capo di stato maggiore della marina (primo lord del mare) (1914 - 1915)
- Henry Jackson - capo di stato maggiore della marina (1915 - 1916)
- John Jellicoe - capo di stato maggiore della marina (1916 - 1917)
- Rosslyn Wemyss – capo di stato maggiore della marina (1917 – 1919)
- Hugh Trenchard - comandante del Royal Flying Corps (1915 – 1918)

 Australia
Capi di Stato
- Ronald Munro-Ferguson, I visconte Novar - governatore generale dell'Australia (1914 - 1920)

Capi di governo
- Joseph Cook – primo ministro dell'Australia (1913 - 1914)
- Andrew Fisher – primo ministro dell'Australia (1914 - 1915)
- Billy Hughes - primo ministro dell'Australia (1915 - 1923)

Capi politici
- Edward Millen - ministro della difesa (1913 - 1914)
- George Pearce - ministro della difesa (1914 - 1921)

Capi militari
- James Gordon Legge - capo di stato maggiore dell'esercito (1914 - 1915, 1917 - 1920)
- Godfrey Irving - capo di stato maggiore dell'esercito (1915)
- Hubert John Foster - capo di stato maggiore dell'esercito (1916 - 1917)
- George Edwin Patey - capo di stato maggiore della marina (1913 - 1916)
- William Christopher Pakenham - capo di stato maggiore della marina (1916 - 1917)
- Arthur Leveson - capo di stato maggiore della marina (1916 - 1918)
- William Holmes – comandante della Australian Naval and Military Expeditionary Force
- John Monash - comandante del Corpo australiano sul fronte occidentale

 Canada
Capi di Stato
- Arthur, duca di Connaught - governatore generale del Canada (1911 - 1916)
- Victor Cavendish, IX duca di Devonshire - governatore generale del Canada (1916 - 1921)

Capi di governo
- Robert Borden - primo ministro del Canada (1911 - 1920)

Capi politici
- Sam Hughes - ministro della milizia e della difesa (1911 – 1916)
- Albert Edward Kemp - ministro della milizia e della difesa (1916 – 1917)
- Sydney Chilton Mewburn - ministro della milizia e della difesa (1917 – 1920)
- John Douglas Hazen - ministro del servizio navale (1911 - 1917)
- Charles Colquhoun Ballantyne - ministro del servizio navale (1917 - 1921)

Capi militari
- Willoughby Gwatkin - capo di stato maggiore dell'esercito (1913 - 1920)
- Charles Kingsmill - capo di stato maggiore della marina (1910 - 1921)
- Edwin Alderson - comandante del Corpo di spedizione canadese (1915)
- Julian Byng comandante del Corpo di spedizione canadese (1915 - 1917)
- Arthur Currie - comandante del Corpo di spedizione canadese (1917 - 1918)

 India Britannica
Capi di Stato
- Charles Hardinge, I barone Hardinge di Penshurst - Viceré e governatore Generale d'India (1910 - 1916)
- Frederic Thesiger, I visconte Chelmsford - Viceré e governatore Generale d'India (1916 - 1921)

Capi di governo
- Robert Crewe-Milnes, I marchese di Crewe - segretario di Stato per l'India (1911 - 1915)
- Austen Chamberlain - segretario di Stato per l'India (1915 - 1917)
- Edwin Samuel Montagu - segretario di Stato per l'India (1917 - 1922)

Capi militari
- Beauchamp Duff - comandante dell'Esercito dell'India Britannica (comandante in capo dell'India) (1914 - 1916)
- Charles Carmichael Monro - comandante dell'Esercito dell'India Britannica (1916 - 1920)

 Nuova Zelanda
Capi di Stato
- Arthur Foljambe, II conte di Liverpool - governatore (dal 1917, governatore Generale) della Nuova Zelanda (1912 - 1920)

Capi di governo
- William Massey - primo ministro della Nuova Zelanda (1912 - 1925)

Capi politici
- James Allen - ministro della difesa (1912 - 1920)

Capi militari
- Alexander Godley - comandante del corpo di spedizione neozelandese (1914 - 1918)

 Sudafrica
Capi di Stato
- Sydney Buxton - governatore generale dell'Unione Sudafricana (1914 - 1920)

Capi di governo
- Louis Botha - primo ministro del Sudafrica (1912 - 1919)

Capi politici
- Jan Smuts - ministro della difesa (1912 - 1919)

### Impero russo
Capi di Stato
- Nicola II — imperatore di Russia, Re di Polonia e Gran duca di Finlandia (1894 - 1917)
- Georgij Evgen'evič L'vov - presidente del Governo Provvisorio Russo e primo ministro della Russia (1917)
- Aleksandr Fëdorovič Kerenskij - presidente del Governo Provvisorio Russo e primo ministro della Russia (1917)
- Lev Borisovič Kamenev - presidente del Comitato esecutivo centrale di tutti i congressi dei Soviet russi (1917)
- Jakov Michajlovič Sverdlov - presidente del Comitato esecutivo centrale di tutti i congressi dei Soviet russi (1917 - 1919)

Capi di governo
- Ivan Logginovič Goremykin - primo ministro della Russia (1914 - 1916)
- Boris Stürmer - primo ministro della Russia (1916)
- Aleksandr Fëdorovič Trepov - primo ministro della Russia (1916 - 1917)
- Nikolaj Dmitrievič Golicyn - primo ministro della Russia (1917)
- Vladimir Lenin - presidente del consiglio dei commissari del popolo (1917 - 1924)

Capi politici
- Vladimir Sukhomlinov - ministro della guerra (1909 - 1915)
- Alexei Polivanov - ministro della guerra (1915 - 1916)
- Dmitry Shuvayev - ministro della guerra (1916 - 1917)
- Mikhail Belyaev - ministro della guerra (1917)
- Alexander Guchkov - ministro della guerra (1917)
- Ivan Grigorovich - ministro della marina (1911 - 1917)

Capi militari
- Nikolaj Nikolaevič Romanov - comandante in capo dell'esercito russo (1914 - 1915)
- Nicola II - comandante in capo dell'esercito russo (1915 - 1917)
- Aleksej Alekseevič Brusilov - comandante in capo dell'esercito russo (1917)
- Lavr Georgievič Kornilov - comandante in capo dell'esercito russo (1917)

### Montenegro
Capi di Stato
- Nicola I - Re del Montenegro (1910 - 1918)

Capi di governo
- Janko Vukotić - presidente del Consiglio dei ministri (1913 - 1915)
- Milo Matanović - presidente del Consiglio dei ministri (1915 - 1916, 1917)
- Lazar Mijusković - presidente del Consiglio dei ministri (1916)
- Andrija Radović - presidente del Consiglio dei ministri (1916 - 1917)
- Evgenije Popović - presidente del Consiglio dei ministri (1917 - 1919)

Capi politici
- Janko Vukotić - ministro della difesa (1913 - 1915)

Capi militari
- Janko Vukotić - voivoda dell'esercito montenegrino (1915 - 1916)

### Portogallo
Capi di Stato
- Bernardino Machado - presidente del Portogallo (1915 - 1917)
- Sidónio Pais - presidente del Portogallo (1917 - 1918)

Capi di governo
- Afonso Costa - primo ministro del Portogallo (1915 - 1916, 1917)
- António José de Almeida - primo ministro del Portogallo (1916 - 1917)
- Sidónio Pais - primo ministro del Portogallo (1917 - 1918)

Capi politici
- José Norton de Matos - ministro della guerra (1916 - 1917)
- Amílcar Mota - ministro della guerra (1917 - 1918)
- António Bernardino Ferreira - ministro della guerra (1918)

Capi militari
- Fernando Tamagnini de Abreu e Silva - comandante del Corpo di spedizione portoghese in Francia (1916 - 1918)
- José Augusto Alves Roçadas - comandante dell'esercito portoghese in sud Angola (1916 - 1918)
- José César Ferreira Gil - comandante dell'esercito portoghese in Africa orientale (1916 - 1918)

### Regno d'Italia
Capi di Stato
- Vittorio Emanuele III - Re d'Italia (1900 - 1946)

Capi di governo
- Antonio Salandra - presidente del Consiglio dei ministri (1914 - 1916)
- Paolo Boselli - presidente del Consiglio dei ministri (1916 - 1917)
- Vittorio Emanuele Orlando - presidente del Consiglio dei ministri (1917 - 1919)

Capi politici
- Vittorio Italico Zupelli - ministro della guerra (1914 - 1916, 1918 - 1919)
- Paolo Morrone - ministro della guerra (1916 - 1917)
- Gaetano Ettore Giardino - ministro della guerra (1917)
- Vittorio Luigi Alfieri- ministro della guerra (1917 - 1918)
- Leone Viale - ministro della marina (1914 - 1915)
- Antonio Salandra - ministro della marina (1915)
- Camillo Corsi - ministro della marina (1915 - 1917)
- Arturo Triangi - ministro della marina (1917)
- Alberto del Bono - ministro della marina (1917 - 1919)

Capi militari
- Luigi Cadorna - capo di stato maggiore dell'Esercito (1915 - 1917)
- Armando Diaz - capo di stato maggiore dell'Esercito (1917 - 1918)
- Paolo Thaon di Revel - capo di stato maggiore della marina (1913 - 1915)
- Luigi Amedeo di Savoia-Aosta - comandante in capo delle Forze Navali (1915 - 1917)

### Romania
Capi di Stato
- Ferdinando I - Re di Romania (1914 - 1927)

Capi di governo
- Ion I. C. Brătianu - presidente del consiglio dei ministri (1914 - 1918)
- Alexandru Averescu - presidente del consiglio dei ministri (1918)
- Alexandru Marghiloman - presidente del consiglio dei ministri (1918)
- Constantin Coandă - presidente del consiglio dei ministri (1918)

Capi politici
- Vintilă Brătianu - ministro della guerra (1916 - 1917)
- Constantin Iancovescu - ministro della guerra (1917 - 1918)
- Constantin Harjeu - ministro della guerra (1918)
- Eremia Grigorescu - ministro della guerra (1918)

Capi militari
- Vasile Zottu - capo di stato maggiore dell'esercito (1914 - 1916)
- Dumitru Iliescu - capo di stato maggiore dell'esercito (1916)
- Constantin Prezan - capo di stato maggiore dell'esercito (1916 - 1918, 1918 - 1920)
- Constantin Christescu - capo di stato maggiore dell'esercito (1918)
- Eustatiu Sebastian - capo di stato maggiore della marina (1909 - 1917)
- Constantin Balescu - capo di stato maggiore della marina (1917 - 1920)

### Serbia
Capi di Stato
- Pietro I - Re di Serbia (1903 - 1921)

Capi di governo
- Nikola Pašić - primo ministro di Serbia (1912 - 1918)

Capi politici
- Dušan Stefanovič - ministro della guerra (1912 - 1914)
- C. Boianovič - ministro della guerra (1914 - 1917)
- Bojidav Terzič - ministro della guerra (1917 - 1918)

Capi militari
- Radomir Putnik - capo di Stato Maggiore dell'esercito (1908 - 1916)
- Petar Bojović - capo di Stato Maggiore dell'esercito (1916 - 1918)
- Živojin Mišić - capo di Stato Maggiore dell'esercito (1918)

### Siam
Capi di Stato e di governo
- Vajiravudh - Re del Siam

Capi militari
- Phya Pijaijarnrit - comandante del Corpo volontario siamese

### Stati Uniti d'America
Capi di Stato e di governo
- Woodrow Wilson - presidente degli Stati Uniti (1913 - 1921)

Capi politici
- Newton D. Baker - segretario alla Guerra degli Stati Uniti d'America (1916 - 1921)
- Josephus Daniels - segretario alla Marina degli Stati Uniti d'America (1913 - 1921)

Capi militari
- Hugh L. Scott - capo di stato maggiore dell'Esercito degli Stati Uniti (1914 - 1917)
- Tasker H. Bliss - capo di stato maggiore dell'Esercito degli Stati Uniti (1917 - 1918)
- Peyton C. March - capo di stato maggiore dell'Esercito degli Stati Uniti (1918 - 1921)
- John Pershing - comandante della American Expeditionary Forces (1917 - 1918)
- William S. Benson - capo delle operazioni navali (1915 - 1919)